# Euphorbia cylindrica
Euphorbia cylindrica är en törelväxtart som beskrevs av Hermann Wilhelm Rudolf Marloth, A.C.White, R.A.Dyer och Boyd Lincoln Sloane. Euphorbia cylindrica ingår i släktet törlar, och familjen törelväxter. Inga underarter finns listade i Catalogue of Life.